# Zombilation – The Greatest Cuts
Zombilation álbum recopilatorio de Lordi fue lanzado a la venta el 20 de febrero de 2009, solo para Alemania, Austria, España, Italia y Suiza.
Incluirá canciones de sus anteriores trabajos discográficos tales como "Hard Rock Hallelujah", "Devil Is A Loser", "Beast Loose in Paradise", "Blood Red Sandman", "Deadache" y muchos otros, junto con algunos temas inéditos, videos de sus presentaciones en vivo, making of de la película "The Kin" o videos musicales.

## Lista de canciones

### Disco 1
1. Hard Rock Hallelujah
2. Bite It Like a Bulldog
3. Who's Your Daddy?
4. Devil Is a Loser
5. Blood Red Sandman
6. Get Heavy
7. They Only Come Out at Night
8. My Heaven Is Your Hell
9. Beast Loose in Paradise
10. Deadache
11. Would You Love A Monsterman? (2006)
12. Bringing Back the Balls to Rock
13. Forsaken Fashion Dolls
14. Supermonsters [The Anthem Of The Phantoms]
15. The Children Of The Night
16. Rock The Hell Outta You
17. Pet The Destroyer
18. Monster Monster
19. It Snows in Hell

### Disco 2 - (Directo en Estocolmo)
1. Bringing Back The Balls To Rock
2. Get Heavy
3. Who's Your Daddy?
4. Not The Nicest Guy
5. Pet The Destroyer
6. Rock The Hell Outa You
7. Blood Red Sandman
8. The Kids Who Wanna Play With The Dead
9. They Only Come Out At Night
10. Would You Love A Monsterman?
11. Hard Rock Hallelujah

Canciones que no estaban incluidas en ningún álbum:
1. Mr. Killjoy
2. Evilove
3. Don't Let My Mother Know
4. Pyromite
5. To Hell With Pop

### Disco 3 - DVDMarket Square Massacre
- Directo en el Market Square de Helsinki:

1. SCG3 Special Report
2. Bringing Back The Balls To Rock
3. Devil Is A Loser
4. Blood Red Sandman
5. In Snow In Hell
6. Would You Love a Monsterman?
7. Hard Rock Hallelujah

### Directo en la semifinal finlandesa para ir a Eurovisión
- Hard Rock Hallelujah
- Bringing Back The Balls To Rock

### Material bonus
1. Directo de la final finlandesa para Eurovisión: Hard Rock Hallelujah
2. Documental "Hello Athens"

## Videoclips
1. Would You Love a Monsterman? (2006)
2. Who's Your Daddy?
3. Hard Rock Hallelujah
4. Blood Red Sandman
5. Devil Is A Loser
6. Shotfilm "The Kin"
  1. Cómo se hizo "The Kin"
  2. Fotos
  3. Storyboards